# Пятьдесят на пятьдесят (фильм, 1992)
«Пятьдесят на пятьдесят» (англ. Fifty/Fifty) — художественный фильм американского режиссёра Чарльза Мартина Смита. В переводе Алексея Михалёва назывался «Пополам».

## Сюжет
После неудачной высадки десанта повстанцев, инструктор-наёмник Сэм Френч попадает в руки противника, где неожиданно узнаёт, что его давний приятель Джейк Уайр руководит военным формированием в лагере диктатора. Коллеги быстро находят общий язык и вскоре составляют единую команду. К ним обращается местный резидент ЦРУ с предложением за солидное вознаграждение обучить новый отряд партизан и захватить дворец президента маленькой страны Тенгара генерала Босави.
Солдаты удачи готовы служить любому режиму, строго соблюдая лишь одно правило: прибыль — пополам.

## В ролях
- Питер Уэллер — Джейк Уайр
- Роберт Хейз — Сэм Френч
- Чарльз Мартин Смит — Мартин Спру
- Рамона Раман — Сьюлит
- Кай Тонг Лим — Ахантар
- Дом Магвили — генерал Босави
- Азмил Мустафа — полковник Кота
- Дхарма Гарун Аль-Рашид — Сентул

## Дополнительно
В сцене налёта вертолётов на автобус с повстанцами участвуют SA.319В Alouette 3 королевских ВВС Малайзии. Фильм снимался в 1990 году в Малайзии и в Италии. Вышел на экраны в 1992 году.